# Boa constrictor occidentalis
Boa constrictor occidentalis, llamada comúnmente boa de las vizcacheras o Lampalagua, es un gran ofidio que se distribuye en áreas boscosas semiáridas del centro-sur de América del Sur. De las subespecies de Boa constrictor es la más austral, así como también lo es de entre todos los Boidos del mundo. 

## Nombres vulgares

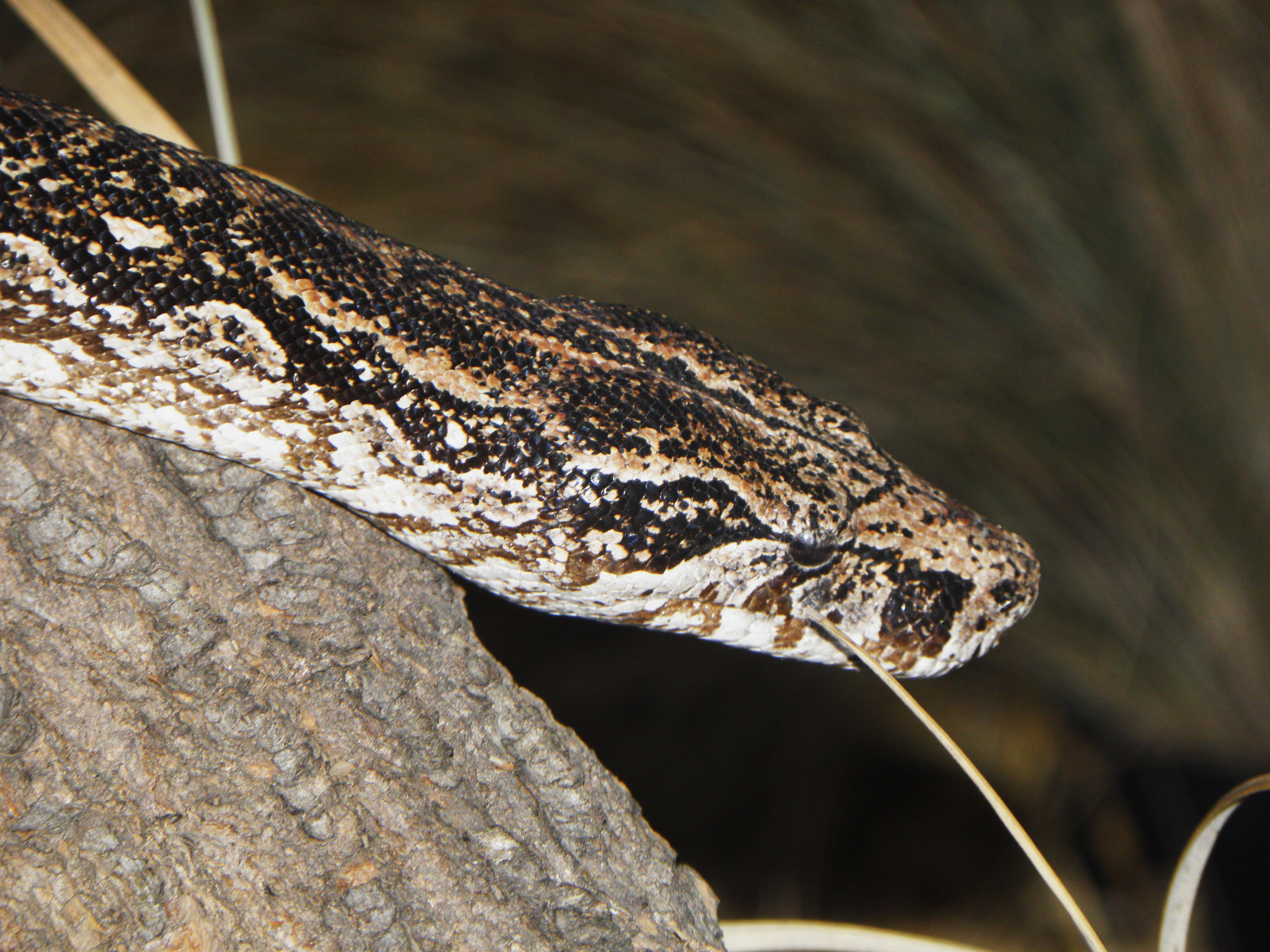
Boa constrictor occidentalis; detalle de la cabeza.

Uno de los nombres más difundidos es el de boa de las vizcacheras, el cual se debe al hábito de buscar refugio en las cuevas abandonadas de la vizcacha de las llanuras (Lagostomus maximus). Los nombres de ampalagua, lampalagua, ampalaba y llampalahua provienen del idioma aimara. Otros nombres menos comunes son la familiar, viborón de la tierra y culebrón de la tierra. El nombre por el cual es conocida en el comercio internacional de mascotas es el de Argentine boa.

## Distribución

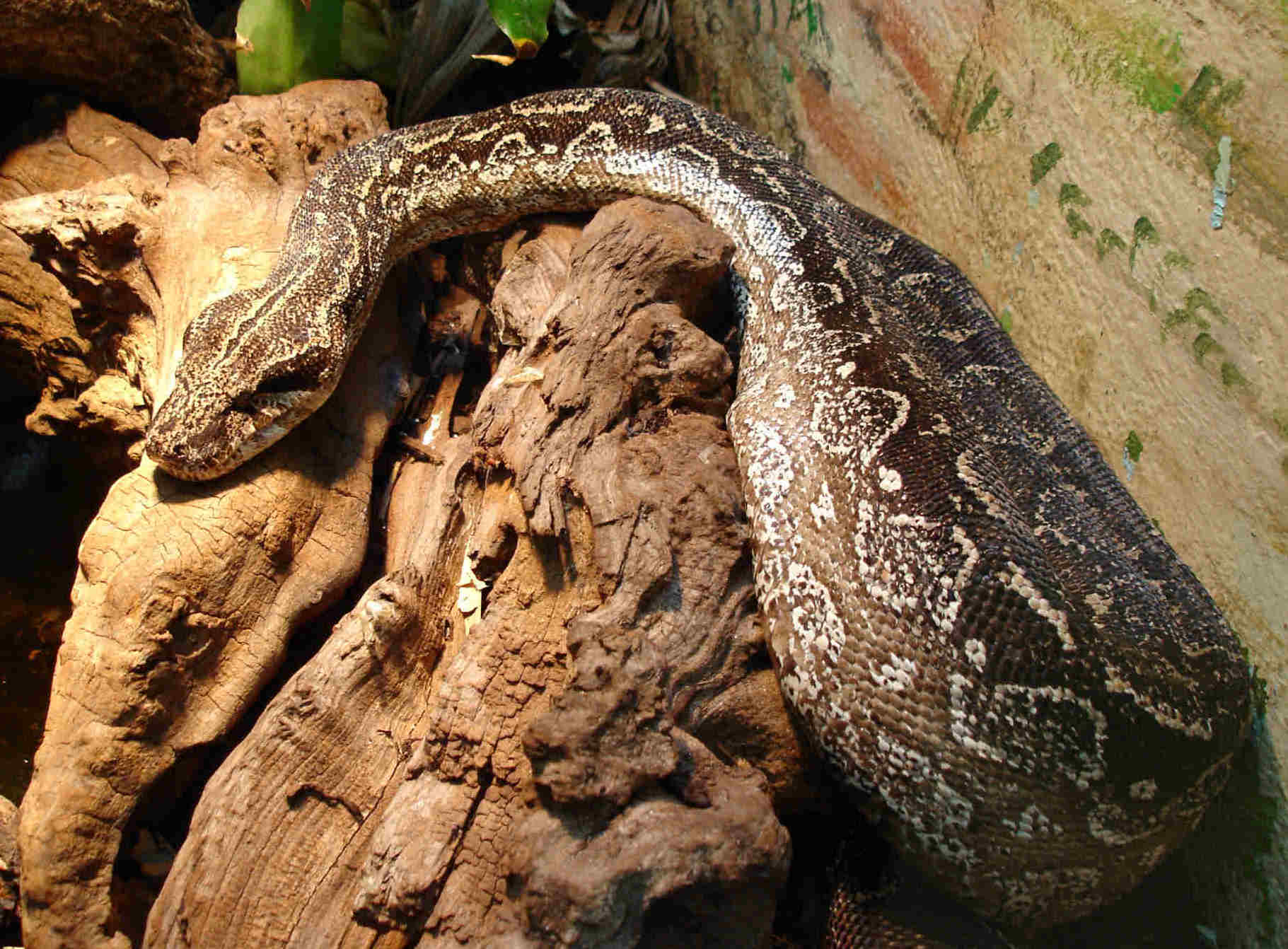
Boa constrictor occidentalis.

Se distribuye desde el Chaco paraguayo hasta el norte y centro de la Argentina, desde el pedemonte de la Selva de la yunga hasta las regiones áridas del chaco. En este último país cuenta con capturas en las provincias de: Formosa, Chaco, Santa Fe, Santiago del Estero, Salta, Jujuy, Tucumán, Catamarca, La Rioja, San Juan, Mendoza, San Luis, Córdoba, y La Pampa. Las poblaciones de los sectores australes de su distribución están extintas. El límite austral para el año 2010 se lo situó a la latitud de 33°20’S en San Luis en las localidades de Chosmes y Jarilla, en una zona con entre 16 y 17 °C de temperatura media anual, y entre 9 y 10 °C de media invernal.

### Su presencia en Buenos Aires y La Pampa
Si bien José María Gallardo, según referencias de pobladores, postuló su probable pasada presencia en el sudoeste de Buenos Aires, ingresando junto al ecosistema del caldenal, nunca se pudo recopilar algún dato concreto, más allá de menciones muy antiguas.
Hay varios registros de la subespecie en La Pampa, aunque la misma estaría ya extinta o muy próxima a estarlo.
El carácter de la vizcacha pampeana de ser una especie ingeniera ecológica sería clave para que esta serpiente lograse vivir en ambientes fríos o más húmedos, técnicamente no aptos. La asociación con este roedor de gran tamaño (9 kg) no solo le proveía con sus cuevas refugio contra el clima adverso y los predadores, también alimento de fácil obtención y, al alterar la cobertura del suelo generando peladares y despejando amplias
superficies de suelo, creaba las condiciones óptimas para que el bóido logre sobrevivir. 
Registros pampeanos
- Lihuel Calel. José María Gallardo encontró el cuero de un ejemplar en el rancho de un poblador, el que afirmó que lo cazó en la zona.[8]
- Eduardo Castex.
- Winifreda. Este y el anterior serían sobre la base de los orígenes de los cueros de la colección del Museo de Historia Natural de La Pampa, los cuales, al haber sido comprados en 1968, serían algo cuestionables.
- La Adela (70 km al norte). Una gran boa cazada por Luis Roberto Helt en el año 1988, en campo de propiedad de Cazenave (coordenadas 38º49'16"S 64º24'49"O; Sección IV, Fracción “D”, Lote 18, Departamento Caleu Caleu). El cuero, de 265 cm, fue incorporado a la colección herpetológica del Museo de Historia Natural de La Pampa.
- Luan Toro (10 km al norte, coordenadas 36º11'21"S 65º10'44"O; Sección VIII, Fracción “A”, Lote 15, Departamento Loventué).
- Lihuel Calel (10 km al sudoeste de las sierras, coordenadas 38º10'27"S 65º61'03"O; Sección X, Fracción “A”, Lote 21, Departamento Lihuel Calel). En el verano del 2007, una boa de unos 270 cm cruza un camino de tierra, y se oculta en una cueva.
- Limay Mahuida (22 km al sudoeste). Una boa cazada en 1985 o 1986 (por el poblador Cacho Albornoz) en el campo “La Cautiva” (coordenadas 37º31'76"S 66º82'20"O; Sección XIX, Fracción “D”, Lote 3, Departamento Limay Mahuida). Su cuero, de poco más de 2 m, fue observado por Miguel Romero (guardaparque del parque nacional Lihuel Calel).
- Parque provincial Pedro Luro.[9][10]
- Victorica.[11]

### Su presencia en Bolivia
Si bien hay continuidad de su hábitat hacia el sudeste de Bolivia, y se la ha listado en ese país, no se cuentan aún con registros bolivianos documentados.

## Hábitat

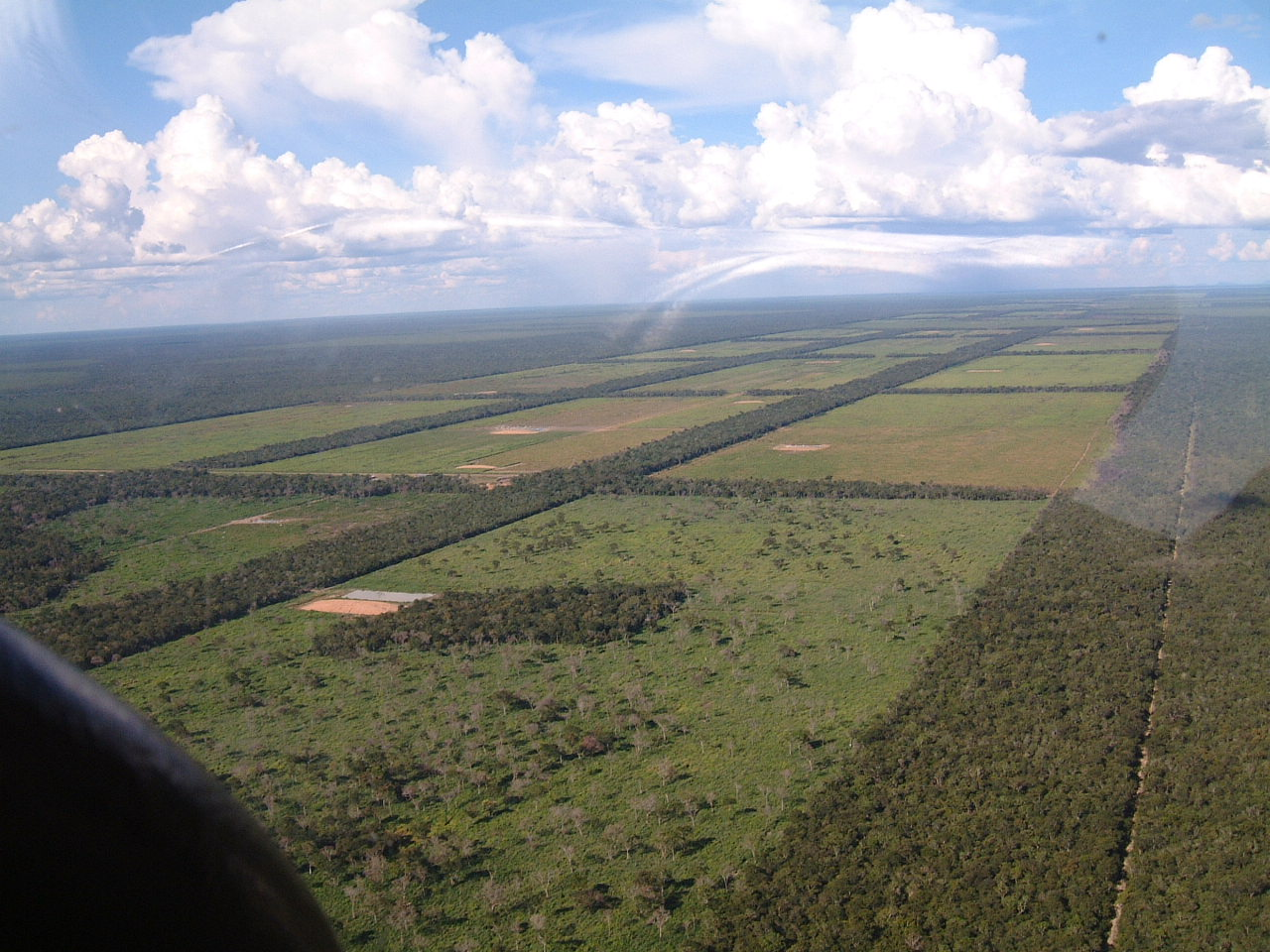
Deforestación en el Alto Paraguay, en pleno Chaco Paraguayo. La reconversión de su hábitat para destinarlo a cultivos es la mayor amenaza para esta subespecie.

Es un habitante característico de los quebrachales semiáridos de la Provincia fitogeográfica Chaqueña en los distritos Occidental y Árido. También habitó, en su distribución más austral, el Distrito fitogeográfico del Caldén de la Provincia fitogeográfica del Espinal, aunque parece estar extinta allí. Vive tanto dentro de las forestas como en pastizales y arbustales perisalinos. Un ambiente que pueda contener esta subespecie debe presentar una matriz de vegetación leñosa, con ejemplares arbóreos emergentes, sobre suelos que durante la estación invernal permanecen secos, bien drenados y desnudos; estas condiciones favorecen la presencia de profundas madrigueras que se mantienen secas.
Altitudinalmente sus poblaciones se encuentran entre los 73 y los 891 m s. n. m. Hídricamente la subespecie no soporta climas donde el balance hídrico anual sea positivo. En su hábitat se presenta el polo de calor de América del Sur, llegando a soportar temperaturas que rozan los 50 °C.

## Características

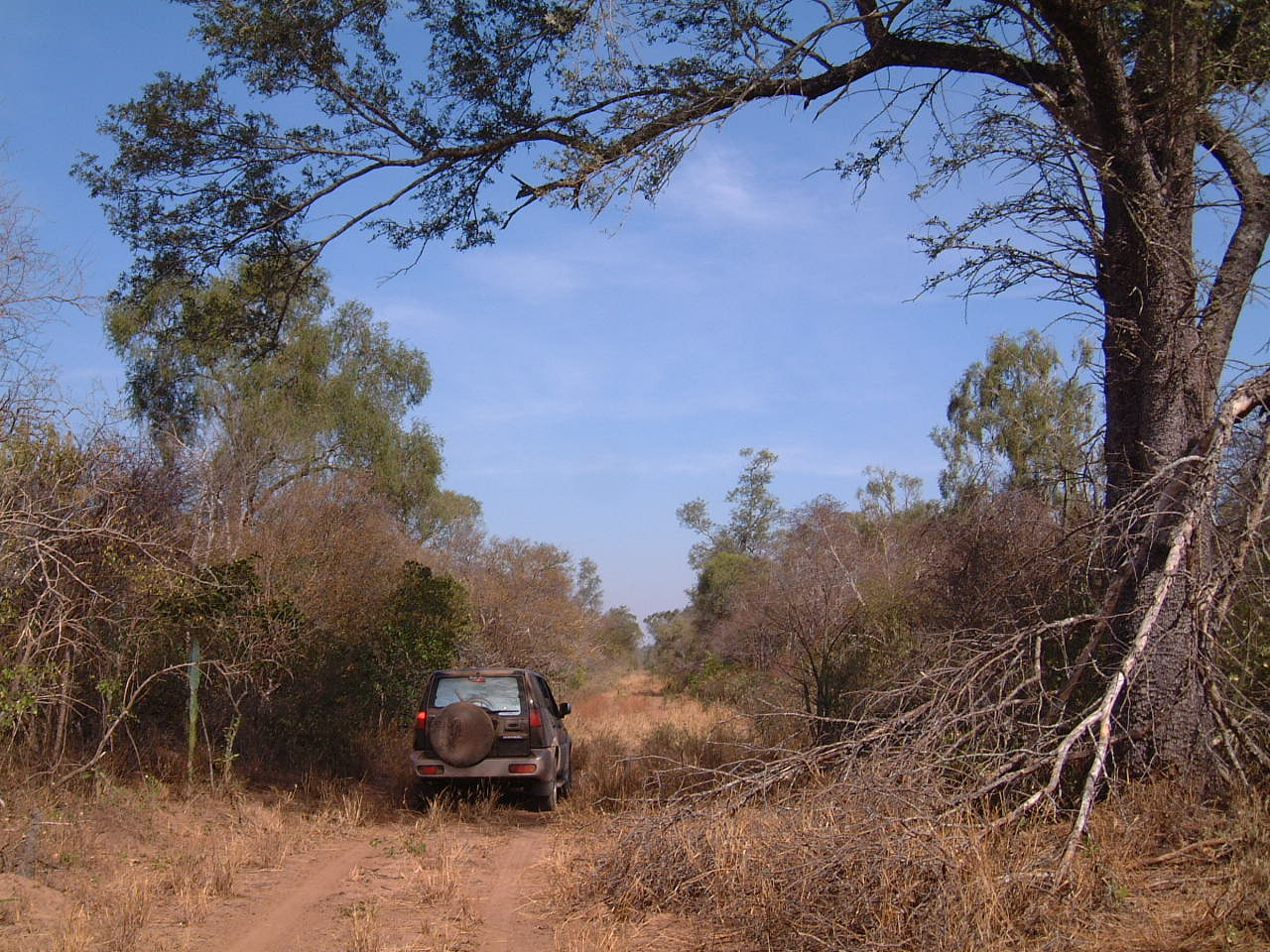
El quebrachal es el hábitat característico de esta subespecie.

De entre las subespecies de Boa constrictor esta es de tamaño mediano a grande. El dimorfismo sexual es pronunciado, pues las hembras son significativamente más grandes que los machos. El largo de estas puede sobrepasar los 400 cm, y superar los 18 kg, aunque son más habituales los ejemplares de entre 300 y 350 cm. Los machos es raro que superen los 240 cm, y llegan a superar los 8 kg. 
Es una boa de cuerpo pesado, macizo, musculoso y de apariencia fuerte y robusta. Su cola, algo prensil, es corta, algo menos en el macho pues aloja en ella a sus órganos copuladores. Poseen espolones pélvicos, menos desarrollados en la hembra. Los ojos son pequeños, con la pupila vertical, a causa de sus hábitos nocturnos. Su cabeza es triangular, con poderosas mandíbulas armadas de 4 hileras de largos dientes curvos en la superior, y dos hileras en la inferior. 
El patrón de coloración tiende a ser pardo-grisáceo oscuro a castaño-grisáceo, dorsalmente con grandes diseños ocelares más claros —en los lados pueden ser amarillentos, blanquecinos o rosados—, los que a su vez poseen una variable pigmentación interna, y están rodeados de anillos negros conectados entre sí. Posee de 24 a 29 bandas o manchas dorsales negras o marrón-oscuras. En los flancos se encuentra otra hilera de manchas similares a las del dorso, acompañadas por pequeñas manchas blancas que hacen contraste con el fondo oscuro. El vientre es blanquecino-amarillento, salpicado de manchas castaño oscuras. Los juveniles presentan un tono general rosado, con patrón muy nítido. 
Al igual que la subespecie septentrional (B. c. imperator), la parte superior de la cabeza cuenta con una nítida línea longitudinal de la que, a la altura de los ojos, se desprenden proyecciones laterales de color negro. 
Las escamas ventrales suman un total de 243 a 256; las escamas dorsales suman un total de 67 a 88 hileras. Las escamas supralabiales suman un total de 19 a 23; las escamas infralabiales suman un total de 25 a 27. Las escamas subcaudales suman un total de 35 a 58.

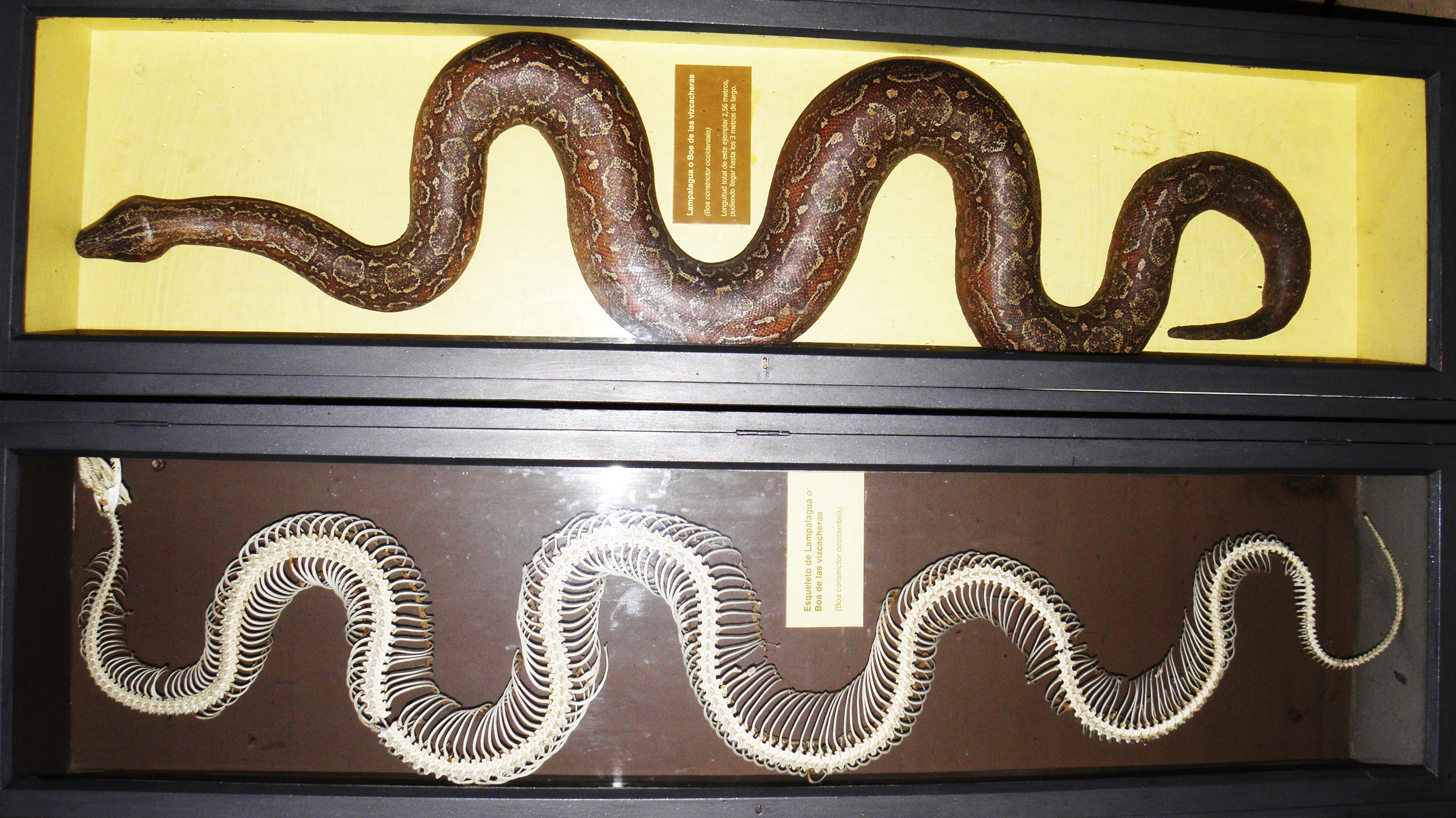
Un ejemplar de Boa constrictor occidentalis taxidermizado; a su lado, un esqueleto de otro ejemplar de este taxón.

## Descripción original
Fue descrita en el año 1873 por el estudioso alemán Rodolfo Amando Philippi en Chile, en donde se había radicado, empleando para ello un ejemplar traído de la provincia argentina de Mendoza. Por tener su geonemia en el sector occidental de la Argentina le asignó el epíteto científico de occidentalis. 
Erróneamente se le asignó como terra typica: «Mendoza und San Juan, Argentina», cuando en realidad el ejemplar empleado para su descripción procedía solo de la provincia de Mendoza. Dicho ejemplar se habría extraviado.

## Taxonomía
Para la gran mayoría de los autores es un taxón subespecífico, el cual se incluye, junto a varios otros, dentro de la especie Boa constrictor. Chébez ha postulado que, ateniéndose a sus características anatómicas y biogeográficas, tal vez amerite ser tratada como buena especie, del mismo modo que lo propuso Rodolfo Amando Philippi al describirla en el año 1873.

## Costumbres
Es una especie mayormente terrestre, aunque suele trepar a los árboles para buscar un refugio seguro. A diferencia de otras grandes boas sudamericanas, no habita en el agua ni en sus proximidades, si bien nada muy bien. Suele termorregular su temperatura con baños de sol. Es raro que logren vivir más de 20 años en el hábitat silvestre, pero en cautiverio su expectativa es de entre 30 a 40 años.

## Alimentación

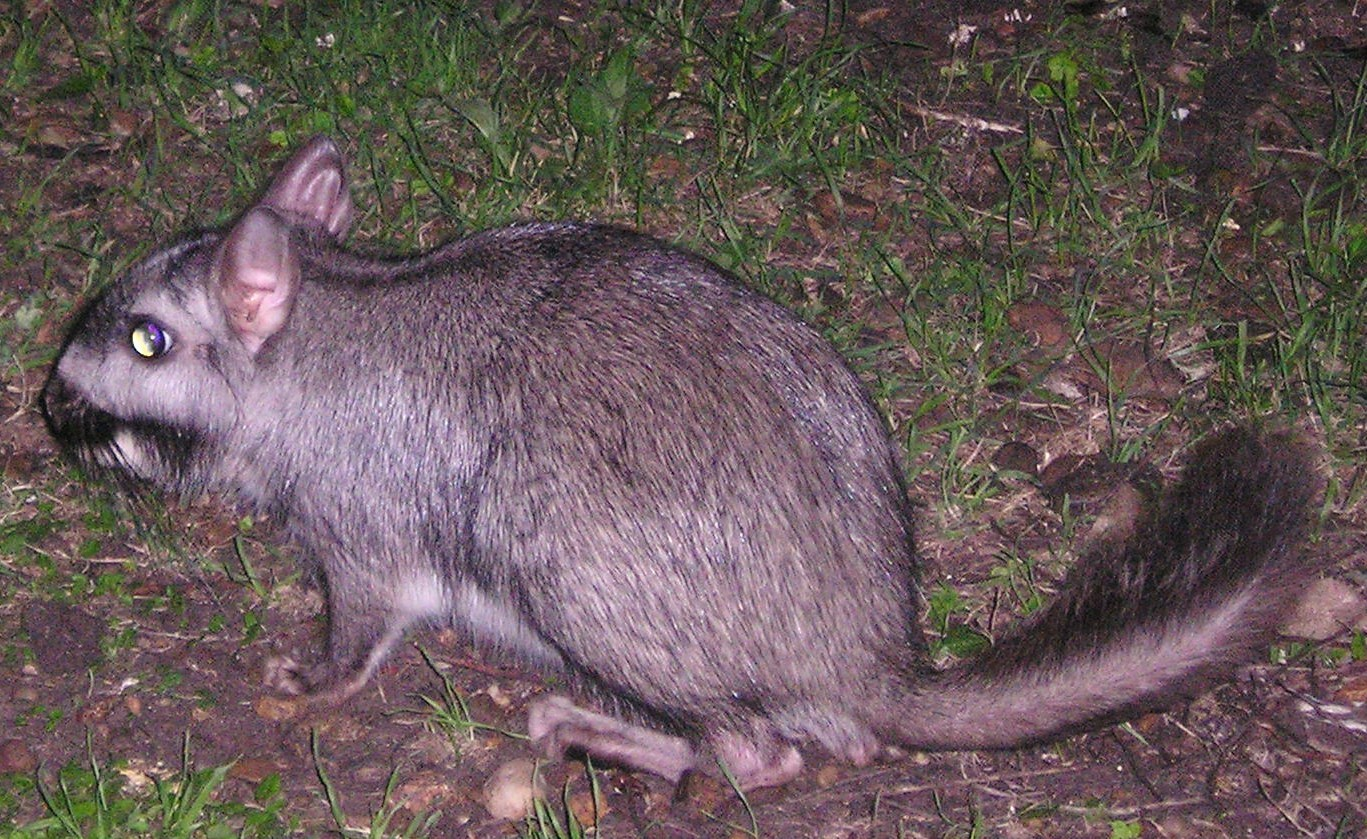
La vizcacha de las llanuras (Lagostomus maximus) es el animal que le aporta su nombre vulgar más difundido, pues este reptil suele habitar sus madrigueras subterráneas abandonadas, a la vez que también acostumbra a alimentarse de ellas.

Esta gran boa sale de sus refugios a cazar generalmente al caer el sol, y durante toda la noche. Si el día es fresco, también puede hacerlo durante el día. Captura sus presas con la técnica del acecho; una vez asidos, los envuelve con su propio cuerpo, asfixiándolos, pues mata por constricción. Finalmente los animales son tragados enteros, siempre comenzando por la cabeza. Su dieta se compone de lagartos colorados (Salvator rufescens) y de animales de sangre caliente, como aves y pequeños mamíferos, en especial vizcachas de llanura (Lagostomus maximus), especie que acompaña al reptil en la totalidad de su distribución. Los grandes ejemplares pueden matar y tragar presas hasta del tamaño de un zorro gris adulto. Si bien podría eventualmente llegar a capturar a un niño muy pequeño de los que habitan en la enorme multitud de ranchos de leñadores diseminados por el monte chaqueño, jamás se ha podido comprobar fehacientemente un ataque, más allá de algún rumor al respecto. Igualmente es un animal peligroso, por su mordedura aguda y su fuerza muscular, si bien los adultos suelen perder la agresividad típica de los ejemplares juveniles.

## Reproducción
Como los demás Boinae pare sus crías vivas, luego de un periodo de gestación de unos 5 meses. Generalmente los partos ocurren de marzo a mayo, es decir, en el otoño austral. La camada se compone de entre 6 a 43 crías, de aproximadamente 40 a 59 cm de longitud. Cada cría nace envuelta en una bolsa prenatal con forma de capa gelatinosa, de la cual la madre la ayuda a desembarazarse. Algunas crías nacen unidas a una bolsa vitelina casi esférica de 5 cm de diámetro. El conducto que las une por el poro vitelino posee 5 mm de diámetro y de 7 a 10 cm de largo. Conducto y bolsa son lisos y de color carne. Otros ejemplares muestran una bolsa de solo 1 cm, o solo un pequeño cordón, ya seco. La causa de estas diferencias es el desarrollo en escalera, es decir, con distintas fechas de fecundación intramaterna. En las crías al nacer no se observa el iris, por lo que posiblemente solo vean luces y sombras, sin ningún detalle. Ya a los 3 días ven mucho mejor, y atacan con precisión, si bien sus pequeños dientes afilados no siempre logran atravesar la piel humana. A los 6 días de vida ya son entre 6 y 11 cm más largas. Como protección, se mantienen entrelazadas formando una bola. Si se sienten irritadas, resoplan con la boca abierta produciendo un bufido. A los 15 días ya miden unos 54 cm, y pesan hasta 90 g; efectúan su primera muda de piel. A los 30 días miden entre 55 y 60 cm. A los 120 días de vida miden entre 75 y 93 cm, y pesan entre 87 y 97 g.

## Conservación
Está incluida en el listado CITES (Convención sobre el Comercio Internacional de Especies Amenazadas de Fauna y Flora Silvestres) en el apéndice I. En la Argentina se la considera con el grado de «Amenazada», aunque en el año 2008 se propuso que el mismo fuera aumentado a «En peligro».
En el Paraguay, en cambio, a Boa constrictor occidentalis se la categoriza como de «Preocupación menor» (LC), si bien en el año 1996 se señalaba a este taxón como «protegido» en el «Primer listado de especies protegidas de vida silvestre en vías o en peligro de extinción», aprobado por resolución DPNVS N.º 701 de la Ley N.º 96/92 de Vida Silvestre.
Son dos las principales causas que generan el retroceso en lo que respecta tanto a su población como a su geonemia. El primero ha sido muy importante hasta finales de la década de 1980, y es su captura para utilizar su cuero en la industria marroquinera, gracias a que su piel posee, además de atractivos diseños, escamas pequeñas, lo que la hace más apta que la curiyú (Eunectes notaeus). La otra gran amenaza, la cual incidió especialmente desde la citada década en adelante, es la reconversión de su hábitat chaqueño para destinarlo a cultivos, en especial de soja.